# Félix Lepeletier

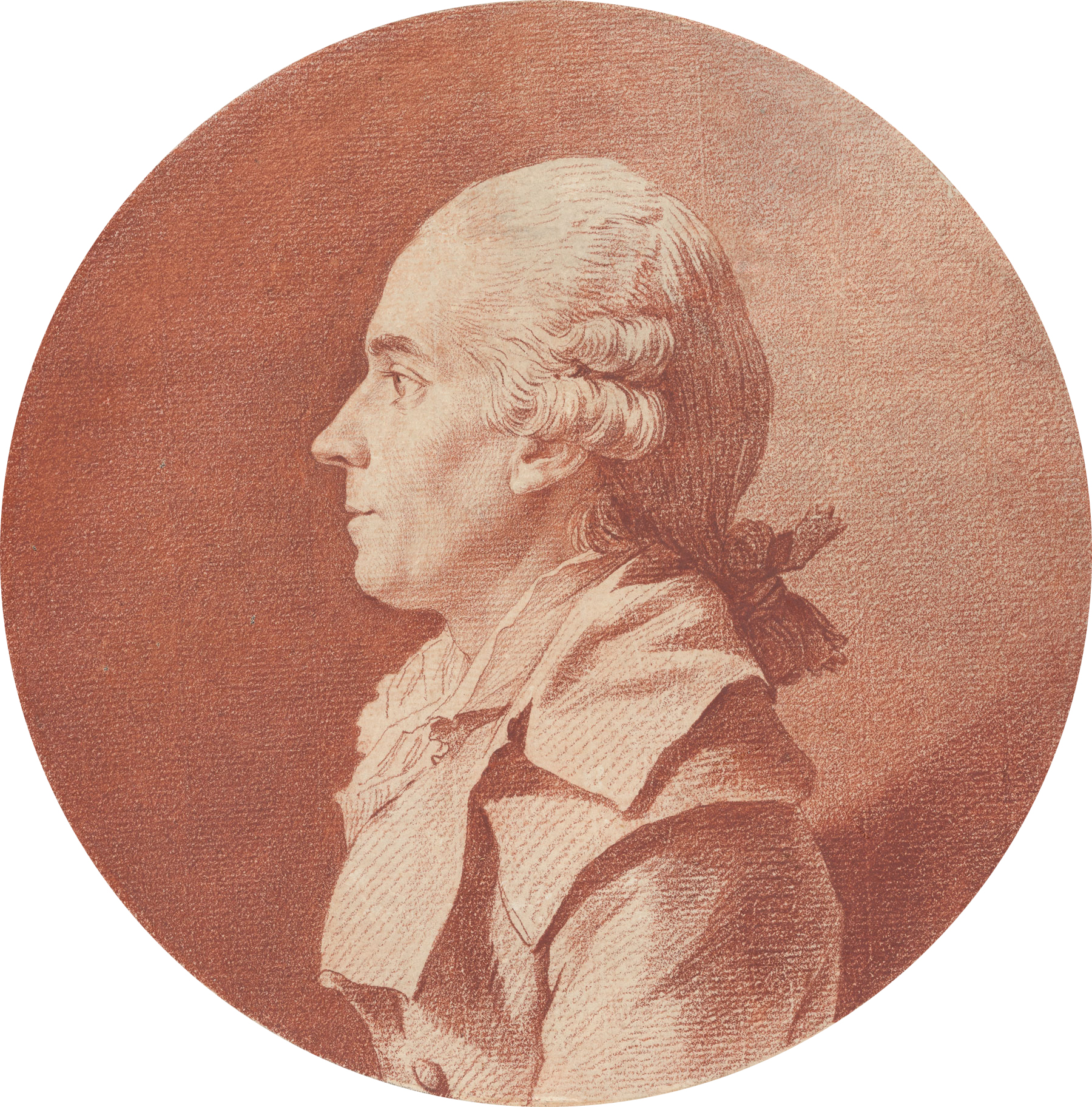
Félix Lepeletier (Louis-Roland Trinquesse)

Ferdinand-Louis-Félix Le Peletier de Saint-Fargeau (* 1. Oktober 1767 in Paris; † 3. Januar 1837 ebenda) war ein Politiker während der Französischen Revolution und während des Ersten Kaiserreiches, der unter seinem seit 1790 geführten bürgerlichen Namen Félix Lepeletier bekannt wurde. Er ist der jüngere Halbbruder des Politikers Louis-Michel Le Peletier, Marquis de Saint-Fargeau (1760–1793) und der ältere Bruder des Entomologen Amédée-Louis-Michel Le Peletier (1770–1845). 

## Leben
Félix Lepeletier, der einer vermögenden und einflussreichen Familie der Noblesse de robe entstammte, wurde als Sohn des Präsidenten des Pariser Parlements (Gerichtshof), Baron du Péreuse, geboren. Vor dem Beginn der Französischen Revolution diente er als Adjutant des Prinzen von Lambesc, eines Verwandten der Königin Marie-Antoinette, im königlich-deutschen Kavallerieregiment. Am 12. Juli 1789 säbelte dieses Regiment die versammelten Pariser Aufständischen vor den Tuilerien nieder. Die Teilnahme Lepeletiers an diesem Massaker ist ungewiss, er selbst bestritt dies und musste sich zeitlebens gegen Schuldzuweisungen seiner Gegner verteidigen. Nach dem Sturm auf die Bastille (14. Juli 1789) und der Abschaffung der Privilegien des Adels (4. August 1789) emigrierten die meisten Angehörigen seiner Familie. Lepeletier entschloss sich jedoch, bei seinem älteren Halbbruder in Paris zu verbleiben. Doch bekannt wurde er nicht aufgrund seiner politischen Tätigkeit, sondern wegen seiner zahlreichen Affären mit Damen der gesellschaftlichen Oberschicht, unter anderen mit Thérésia Cabarrus und Joséphine de Beauharnais, von denen die Presse ausgiebig berichtete.
Lepeletiers Leben änderte sich radikal infolge der Ermordung seines Bruders Michel Le Peletier. Im Juni 1793 gewährten die Jakobiner diesem als Erstem ein Staatsbegräbnis im Panthéon. Während des Bestattungszeremoniells forderten sie Félix Lepeletier auf, die Rolle des Ermordeten zu übernehmen und dessen Werk weiterzuführen. Lepeletier wurde in den Klub der Jakobiner aufgenommen und bemühte sich seitdem, das Vermächtnis seines Bruders zu erfüllen.
Nach dem Umsturz vom 9. Thermidor II (27. Juli 1794) blieb Lepeletier den Idealen der Jakobiner treu. Er schloss sich im Herbst 1795 der Gesellschaft der Freunde der Republik an, die ihre Sitzungen in der Nähe des Panthéons hielten und deswegen Panthéonklub genannt wurde. Nach der Schließung des Panthéonklubs am 27. Februar 1796 beteiligte er sich an der Verschwörung der Gleichen unter Babeufs Führung. Trotz ihrer unterschiedlichen Herkunft freundeten sich beide Männer sehr rasch an. Lepeletier gehörte seit dem 30. März 1796 dem Aufstandskomitee der Verschwörer an und entwarf ein an Soldaten gerichtetes Plakat mit der Aufschrift: „Nein, Bürger Soldaten! Ihr werdet nicht auf eure Brüder schießen wie im Germinal und Prairial.“
Im Mai 1796, nach dem Scheitern der Verschwörung der Gleichen, flüchtete er aus Paris und konnte sich deswegen der drohenden Verhaftung entziehen. Das Oberste Gericht in Vendôme sprach ihn im Mai 1797 im Prozess gegen die Verschwörer um Babeuf in Abwesenheit frei. In seinen Abschiedsbrief an seine Mitstreiter äußerte Babeuf den Wunsch, Lepeletier solle sich seiner Familie annehmen. Lepeletier erfüllte diesen letzten Willen, indem er Babeufs mittellose Witwe finanziell unterstützte und sich um die Erziehung von dessen Söhnen kümmerte.
1799 näherte sich Lepeletier den Neojakobinern an. Er trat nach dem Staatsstreich des 30. Prairial VII (18. Juni 1799) dem Manegeklub bei und versuchte danach für kurze Zeit die Regierungspolitik zu beeinflussen. Nach dem Staatsstreich des 18. Brumaire VIII (9. /10. November 1799) bot er verfolgten Linken auf seinem Besitz bei Bacqueville-en-Caux in der Normandie Unterschlupf. Ebenso lebten dort die Witwe Babeufs und ihre Kinder. Gemeinsam sollte eine demokratische Kolonie aufgebaut werden. Das Attentat vom 24. Dezember 1800 auf den Ersten Konsul Napoleon Bonaparte lieferte diesem den Vorwand, die Kolonie aufzulösen. Obwohl es sich bald herausstellte, dass der Attentäter und Konstrukteur der für die Tat verwendeten Höllenmaschine Pierre Robinault de Saint-Réjant (1766–1801) im Auftrag des royalistischen Verschwöreres Georges Cadoudal handelte, ordnete Napoléon die Verhaftung von 130 ehemaligen Jakobinern an. Lepeletier konnte fliehen, wurde aber bald darauf verhaftet und unter Polizeiaufsicht gestellt. Von 1801 bis 1805 war er zunächst in ständig wechselnden Gefängnissen inhaftiert und danach in Verbannung auf der Insel Ré.
Nach der Schlacht bei Austerlitz am 2. Dezember 1805 wurde Lepeletier von Napoleon begnadigt. Im Folgejahr kehrte er aus der Verbannung zurück, wurde jedoch polizeilich überwacht und in seiner Aufenthalts- und Reisefreiheit eingeschränkt. So durfte er sich nicht in und im Umkreis von Paris sowie auf seinen Besitzungen bei Versailles aufhalten. Doch das Regime duldete den unbeugsamen Lepeletier seit 1806 als Bürgermeister von Bacqueville-en-Caux. Neben seinen zahlreichen Aktivitäten in der Kommunalpolitik und trotz der polizeilichen Überwachung, konnte er Kontakte zu republikanischen Gegnern Napoleons halten. Im Jahr 1814 verweigerte er den zurückgekehrten Bourbonen den Treueid und musste deswegen von seinen Bürgermeisteramt zurücktreten.
Lepeletier wurde während der Hundert Tage Napoleons im Jahr 1815 in das Haus der Abgeordneten gewählt. Er ergriff Partei für Napoleon, einerseits um eine erneute Restauration der Bourbonenherrschaft zu verhindern, anderseits hoffte er auf eine Rückkehr zur Staatsform der Republik. Diese politische Kehrtwendung vom Gegner zum Mitstreiter Napoleons empfand er aber als persönliches Opfer. Nach dem Sturz Napoleons wurde Lepeletier im Juni 1815 verhaftet und für einige Monate inhaftiert. 1816 musste er Frankreich verlassen. Er hielt sich in Lüttich auf, doch musste er diese Stadt aufgrund seiner republikanischen Agitation wenig später wieder verlassen. Danach lebte Lepeletier in Aachen, Köln, Koblenz und Frankfurt am Main. Im April 1819 durfte er nach Frankreich zurückkehren.  
Lepeletier verkehrte in Paris in liberalen Kreisen und nahm in den 1820er Jahren Kontakte zu Vertretern der Charbonnerie auf. Nach der Julirevolution 1830 akzeptierte er die Idee einer verfassungsmäßigen Monarchie, da er keine Möglichkeit mehr sah, eine Republik zu errichten. Enttäuscht von der Politik des Bürgerkönigs Louis-Philippe, schloss er sich jedoch wieder republikanischen Gesellschaften an. Dort begegnete er nach über dreißig Jahren seinem ehemaligen Weggefährten Filippo Buonarroti wieder. Beide galten ihren Zeitgenossen als Verkörperung des aufrechten und ungebrochenen Veteranen der Französischen Revolution. Hochgeachtet verstarb Félix Lepeletier nach langer Krankheit am 3. Januar 1837.